# Опус (музичка група)
Опус је био југословенски и српски прогресивни рок бенд из Београда, основан 1973. године. Бенд је издао један албум и три сингла, а престао са радом 1979. године.

## Историја
Бенд је основан 1973. године у Београду од стране Миодрага Округића, члана YU групе и клавијатуристе, Миодрага Бата Костића, гитаристе и члана бендова YU група и Теруси и Душана Ћућуза члана групе Џентлмени и бас гитаристе. Чланови бенда изабрали су име Опус по песми коју је написао Округић током рада са YU групом, која ју је често изводила али никада није била снимљена. Након само неколико месеци рада, бенд је распуштен, а Ћућуз је формирао рок бенд Тако.
Исте, 1975. године бенд Округић поново покреће бенд. У новом саставу били су Слободан Орлић, Љубомир Јерковић (бубњеви) и Душан Прелевић, бивши члан Корни групе, вокал. Под овим саставом објавили су албум Опус 1, који је изашао под окриљем продуцентске куће Дискос, 1975. године. Дизајн омота радио је Драган С. Стефановић, а на албуму су се нашле песме Магија/Звери у нама, Чудно је у магли, Виђење по Григу, Опус/Жена таме, Долина бисера, Сакупљач звона, Фрида/Жена облака и песма Мементо мори, све у симфонијском рок жанру. 
Међутим, албум није био добро примљен, јер су критичари очекивали више од бенда на основу њихових наступа у живо, а Опус је поново распуштен.
Године 1977. Округић је поново формирао бенд, а у саставу су поред њега били Желимир Васић (бубњеви) и Милан Матић (гитара). Бенд је након тога издао синг Не дам да будеш срећна и променио поново велики број музичара. У последњем саставу бенда били су Округић, Орлић, Владан Докић (бубњеви), Зоран Дашић (гитара), Видоја Божиновић (бивши члан Поп машине, гитариста) и Драган Балетић (бивши члан Црних бисера). Бенд је распуштен 1979. године.
Аустријска продукцијска кућа Атлантида издала је 2013. године албум Опус на компакт диску и винилу.

## Дискографија

### Студијски албуми
- Опус 1 (1975)

### Синглови
- "Веће" / "Сам" (1974)
- "Долина бисера" / "Виђење по григу" (1975)
- "Не дам да будеш срећна" / "Она је дама" (1977)